# Сан-Віто-деі-Норманні
Сан-Віто-деі-Норманні (італ. San Vito dei Normanni, сиц. Santu Vitu) — муніципалітет в Італії, у регіоні Апулія,  провінція Бріндізі.
Сан-Віто-деі-Норманні розташований на відстані близько 460 км на схід від Рима, 90 км на південний схід від Барі, 20 км на захід від Бриндізі.
Населення — 19 480 осіб (2014).
Щорічний фестиваль відбувається 15 червня. Покровитель — святий Віт.

## Демографія
Населення за роками:

Станом на 1 січня 2023 року в муніципалітеті офіційно проживало 690 іноземців з 58 країн, серед них 171 громадянин країн Євросоюзу та 10 громадян України.

## Клімат
| BRINDISI                      | Місяці | Місяці | Місяці | Місяці | Місяці | Місяці | Місяці | Місяці | Місяці | Місяці | Місяці | Місяці | Пора  | Пора  | Пора | Пора  | Рік   |
| BRINDISI                      | Січ    | Лют    | Бер    | Кві    | Тра    | Чер    | Лип    | Сер    | Вер    | Жов    | Лис    | Гру    | Зим   | Вес   | Літ  | Осі   | Рік   |
| ----------------------------- | ------ | ------ | ------ | ------ | ------ | ------ | ------ | ------ | ------ | ------ | ------ | ------ | ----- | ----- | ---- | ----- | ----- |
| Темп. макс. (°C)              | 12.7   | 13.2   | 15.0   | 18.0   | 22.0   | 25.8   | 28.5   | 28.6   | 25.9   | 21.6   | 17.4   | 14.1   | 13.3  | 18.3  | 27.6 | 21.6  | 20.2  |
| Темп. мін. (°C)               | 6.3    | 6.6    | 7.9    | 10.1   | 13.7   | 17.6   | 20.4   | 20.6   | 18.2   | 14.7   | 10.5   | 7.6    | 6.8   | 10.6  | 19.5 | 14.5  | 12.9  |
| Опади (мм)                    | 60.2   | 63.1   | 73.4   | 35.0   | 28.7   | 19.4   | 10.3   | 25.3   | 45.6   | 71.0   | 74.2   | 68.1   | 191.4 | 137.1 | 55   | 190.8 | 574.3 |
| Дні опадів (≥ 1 мм)           | 9      | 8      | 8      | 6      | 4      | 3      | 2      | 3      | 4      | 6      | 7      | 9      | 26    | 18    | 8    | 17    | 69    |
| Вологість повітря (%)         | 78     | 75     | 74     | 72     | 70     | 71     | 70     | 72     | 74     | 76     | 77     | 77     | 76.7  | 72    | 71   | 75.7  | 73.8  |
| Абсолютна геліофанія (години) | 3.9    | 4.4    | 5.3    | 6.7    | 8.6    | 9.9    | 10.8   | 9.8    | 8.0    | 6.2    | 4.4    | 3.6    | 4     | 6.9   | 10.2 | 6.2   | 6.8   |

## Сусідні муніципалітети
- Бриндізі
- Каровіньйо
- Чельє-Мессапіка
- Франкавілла-Фонтана
- Латіано
- Мезаньє
- Остуні
- Сан-Мікеле-Салентино